# 角茂樹

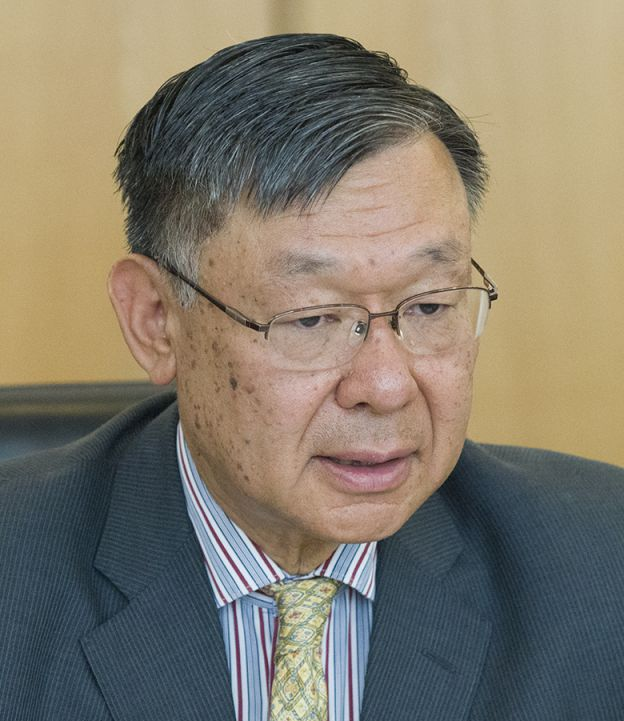
2015年

角 茂樹（すみ しげき、1953年〈昭和28年〉6月13日 - ）は、日本の外交官。在ウィーン国際機関日本政府代表部大使や国連大使を経て、駐ウクライナ特命全権大使。勲一等タイ王冠勲章等受章。

## 経歴
栄光学園中学校・高等学校を経て、1977年、一橋大学商学部卒業。同年、外務省入省。1980年、オックスフォード大学セント・キャサリン・カレッジ卒業。
外務省国連PKO室長として自衛隊ルワンダ難民救援派遣や自衛隊ゴラン高原派遣やを進めたのち、国際連合日本政府代表部一等書記官、駐タイ公使等を経て、外務省国際社会協力部参事官として、ニューヨーク市の国際連合本部ビルで開かれた障害者権利条約起草に関する作業部会に日本の首席代表として参加し、障害者権利条約締結に向けた調整を行った。また世界エイズ・結核・マラリア対策基金（グローバルファンド）の理事も務めた。
ウィーン国際機関日本政府代表部大使を経て、2008年から国連大使、2011年から駐バーレーン特命全権大使、2014年から駐ウクライナ特命全権大使。同年2月から始まっていたロシアのクリミア侵攻により避難民が生じていることを受け、インフラ復旧等の重要性を強調。日・ウクライナ投資協定の署名などを行った。ウクライナ大使在任中に、5つの勲章を受章。数多久遠著『北方領土秘録』の隅繁彰大使のモデルとされる。
- 1973年3月 栄光学園高等学校卒業[1]
- 1977年3月 一橋大学商学部卒業[1]
- 1977年4月 外務省入省[1]
- 1980年6月 オックスフォード大学セント・キャサリンズ・カレッジ卒業[1]
- 1987年6月 在パキスタン日本大使館一等書記官[1]
- 1989年12月 国際連合日本政府代表部一等書記官[1]
- 1993年8月 外務省総合外交政策局総務課企画官[1]
- 1994年2月 外務省総合外交政策局国連政策課国際平和協力室長[1]
- 1996年2月 外務省欧亜局大洋州課長[1]
- 1997年8月 在ジュネーブ国際機関日本政府代表部参事官[1]
- 2000年7月 在タイ日本国大使館公使[1]
- 2003年 タイ王冠勲章第一等受章[5][1]
- 2003年5月 外務省大臣官房参事官 兼 総合外交政策局国際社会協力部参事官[1]
- 2005年9月 在ウィーン国際機関日本政府代表部大使[1]
- 2008年8月 国際連合日本政府代表部大使[6]
- 2011年9月 駐バーレーン特命全権大使[1]
- 2013年 バーレーン勲章第一等受章[5]
- 2014年9月 駐ウクライナ特命全権大使[7][1]
- 2014年11月 兼駐モルドバ特命全権大使[8]
- 2016年 モルドバ共和国名誉勲章、ウクライナ国防大臣貢献勲章受章[1]
- 2018年 ウクライナ大統領二等功績勲章、ウクライナ文化大臣勲章、ウクライナ内務大臣貢献勲章、ウクライナ国防相ウクライナ軍支援勲章受章[1]
- 2019年 玉川大学客員教授[2]、のち、星槎大学客員教授、星槎大学附属国際問題研究所顧問、ローマ教皇受け入れ委員会顧問、日本司教協議会顧問[9]、岩手大学客員教授、上智大学非常勤講師、川村学園女子大学特任教授[10]

## 同期
- 秋元義孝（10年儀典長・大使）
- 佐野利男（10年駐デンマーク大使・08年軍縮不拡散・科学部長）
- 鈴木敏郎（12年中東・北アフリカ諸国情勢担当大使・10年駐シリア大使・08年中東アフリカ局長）
- 梅本和義（11年駐スイス大使・08年北米局長）
- 長崎輝章（10年駐グアテマラ大使）
- 太田清和（10年シアトル総領事）
- 佐藤悟（11年駐スペイン大使・10年外務報道官・08年中南米局長）
- 小寺次郎（10年欧州局長・08年国際情報統括官）
- 八木毅（10年経済局長）
- 長嶺安政（10年国際法局長）
- 深田博史（10年駐セネガル大使・08年領事局長）
- 川田司（11年駐アルジェリア大使・10年領事局長）
- 井上進（11年駐コートジボワール大使）
- 小池政行（日本赤十字看護大学教授）
- 佐渡島志郎（11年駐バングラデシュ大使・10年国際協力局長）
- 花田吉隆（11年駐東ティモール大使）
- 杉山晋輔（11年アジア大洋州局長・08年地球規模課題審議官）
- 高原寿一（12年駐チュニジア大使）
- 手塚義雅（12年駐トリニダード・トバゴ大使）

## 著作

### 単著
- 『国際平和協力入門』（共著）有斐閣選書（1995年8月）
- 『ウクライナ侵攻とロシア正教会』KAWADE夢新書(2022年8月) ISBN 978-4-309-50439-1

### 論文
- 「太平洋島嶼国の資源状況と国際関係」国際資源. (通号 267) [1997.03]
- 「障害者権利条約への道 第3回障害者権利条約に関するアドホック委員会に出席して」ノーマライゼーション. 24(7) (通号 276) [2004.7]
- 「障害当事者のための条約にするためにこれから何が必要か」DPI. 20(3) [2004.9]
- 「1990年代はじめの国連と日本」国連ジャーナル. 2006(秋)